# Linia kolejowa nr 422
Linia kolejowa nr 422 – jednotorowa, niezelektryfikowana linia kolejowa znaczenia miejscowego łącząca przystanek Pyrzyce ze stacją Głazów.
Linia powstała 31 sierpnia 1882 jako połączenie Stargardu z Kostrzynem. Jej budową zajęło się w 1880 Stargardzko-Kostrzyńskie Towarzystwo Kolei Żelaznej (Stargard-Cüstriner Eisenbahn-Gesellschaft). W 2000 roku linia została zamknięta dla ruchu pasażerskiego.